# La Morsure du dragon
La Morsure du dragon est un roman de Jean-François Susbielle publié en 2005.

## Synopsis
Sur une trame policière espionnage/contre-espionnage, l'auteur dessine les subtilités de la situation géopolitique sino-américaine. L'auteur, ingénieur informaticien, qui vit à cheval entre la France et l'Asie depuis 25 ans, rappelle les épisodes de l'histoire coloniale européenne en Chine, pour mieux éclairer certains aspects des démarches (géo)politique et économique chinoises. Les États-Unis sont également dépeints, avec toute l'acuité d'un regard asiatique toutefois. Le roman est très documenté, pas seulement quant à son contenu informatique (clairement positionné pro Linux et logiciels libres), mais aussi concernant ses tenants géopolitiques et historiques.
La trame principale rapporte un scénario de géopolitique-fiction, en phase avec le climat géo-économique du printemps 2005, dans lequel la Chine rend seule légal un logiciel système d'exploitation Linux sino-compatible tel que Red Flag Linux, excluant ainsi la société Microsoft et son célèbre système Windows,.